# Получа
Получа — река в Смоленской области России.
Протекает по территории Тёмкинского района. Исток — северо-восточнее деревни Чесалки, впадает в реку Ворю (бассейн Угры) в 76 км от её устья по правому берегу. Длина реки составляет 17 км, площадь водосборного бассейна — 49,4 км².
Вдоль течения реки расположены населённые пункты Батюшковского сельского поселения — деревни Чесалки, Сидорово, Бокари, Паново, Большое Полушино и Дубенск.

## Данные водного реестра
По данным государственного водного реестра России относится к Окскому бассейновому округу, водохозяйственный участок реки — Угра от истока и до устья, речной подбассейн реки — Бассейны притоков Оки до впадения Мокши. Речной бассейн реки — Ока.
По данным геоинформационной системы водохозяйственного районирования территории РФ, подготовленной Федеральным агентством водных ресурсов:
- Код водного объекта в государственном водном реестре — 09010100412110000021030
- Код по гидрологической изученности (ГИ) — 110002103
- Код бассейна — 09.01.01.004
- Номер тома по ГИ — 10
- Выпуск по ГИ — 0